# ジョン・ハケット

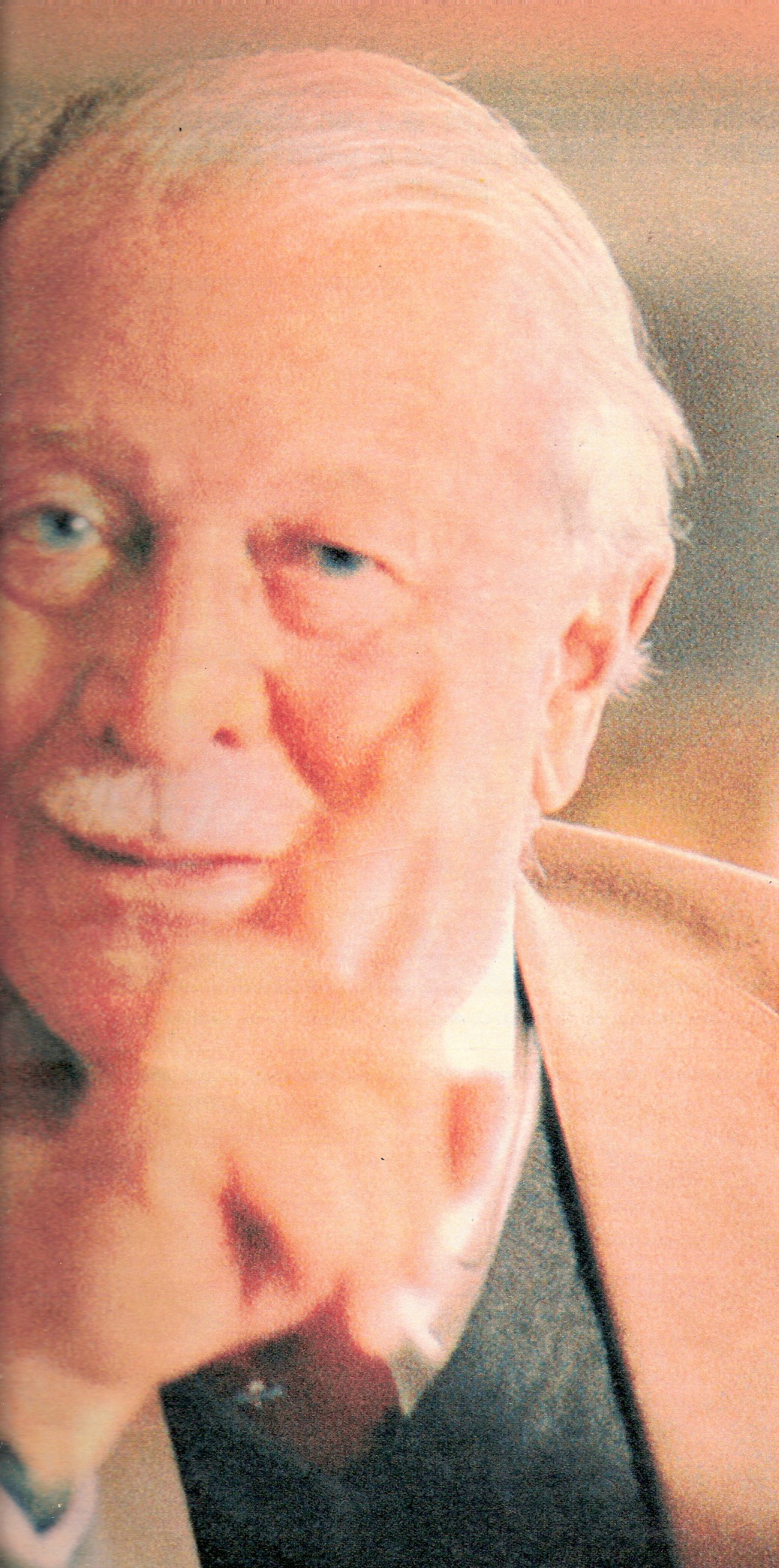
ジョン・ハケット

ジョン・ハケット（John Winthrop Hackett、1910年11月5日 - 1997年9月9日）は、イギリスの軍人・著作家。

## 来歴
1910年、オーストラリアに生まれる。第二次世界大戦中の降下旅団の指揮官を務めた。英国陸軍総参謀長代理を経てNATO北部軍集団司令官兼ライン地区駐留総司令官で退役。退役後はロンドンのキングス・カレッジの学長も務めた。

## 日本語訳著書
- 第三次世界大戦（上下巻、青木榮一訳、講談社文庫、1984年）